# Талашманце
Талашманце (мкд. Талашманце) је насеље у Северној Македонији, у северном делу државе. Талашманце у оквиру општине Кратово.

## Географија
Талашманце је смештено у северном делу Северне Македоније. Од најближег града, Куманова, село је удаљено 40 km источно.
Село Талашманце се налази у историјској области Кратовско. Насеље је положено на прелазу из долине Криве реке у пво побрђе Осоговских планина, на приближно 620 метара надморске висине.
Месна клима је умерено континентална.

## Становништво
Талашманце је према последњем попису из 2002. године имало 150 становника. Од тога огромну већину чине етнички Македонци.
Претежна вероисповест месног становништва је православље.